# Couvent des Minimes de la Plaine
Pour les articles homonymes, voir Couvent des Minimes.
Le couvent des Minimes de la Plaine est un édifice religieux situé à Saint-Martin-d'Hères, dans le département de l'Isère.
Ce couvent fait l’objet d’une inscription au titre des monuments historiques depuis le 17 mai 1982.

## Histoire
Fondé en 1494 par Laurent Alleman, évêque de Grenoble et oncle de Pierre Terrail de Bayard, le « chevalier sans peur et sans reproche », et par François de Paule, le couvent situé au lieu-dit La Plaine devient le siège provincial de l'Ordre des Minimes mais il est abandonné pour le Couvent des Minimes de Grenoble, fondé en 1646, rue du Vieux Temple. L'édifice a subi plusieurs incendies, mais une salle ogivale ou sacristie est toujours intacte. Elle possède un sol en carillotes d'argile et une voûte d'arêtes d'époque. De la sacristie, il est possible d'accéder au clocher, seul vestige d'une église de base carrée, et dont la flèche est de forme octogonale.
À la Révolution, le couvent est vendu comme bien national et en 1986, la commune de Saint-Martin-d'Hères rachète les bâtiments pour en faire des locaux à usage culturel.
Le couvent était aussi un lieu de sépulture pour les personnalités de la région. Les restes du chevalier Bayard y reposeront jusqu'au 24 août 1822, date à laquelle ils sont transférés à la collégiale Saint-André de Grenoble.
Il a accueilli jusqu'au 16 avril 2007, plusieurs associations culturelles dont :
- le Centre des Arts du Récit en Isère, organisateur du festival du même nom.
- la Maison de la Poésie Rhône-Alpes.
- le service patrimoine de la ville.

Dans la nuit du 16 au 17 avril 2007, le couvent est ravagé par un incendie et une procédure de sauvegarde a été engagée. 